# 月の山脈

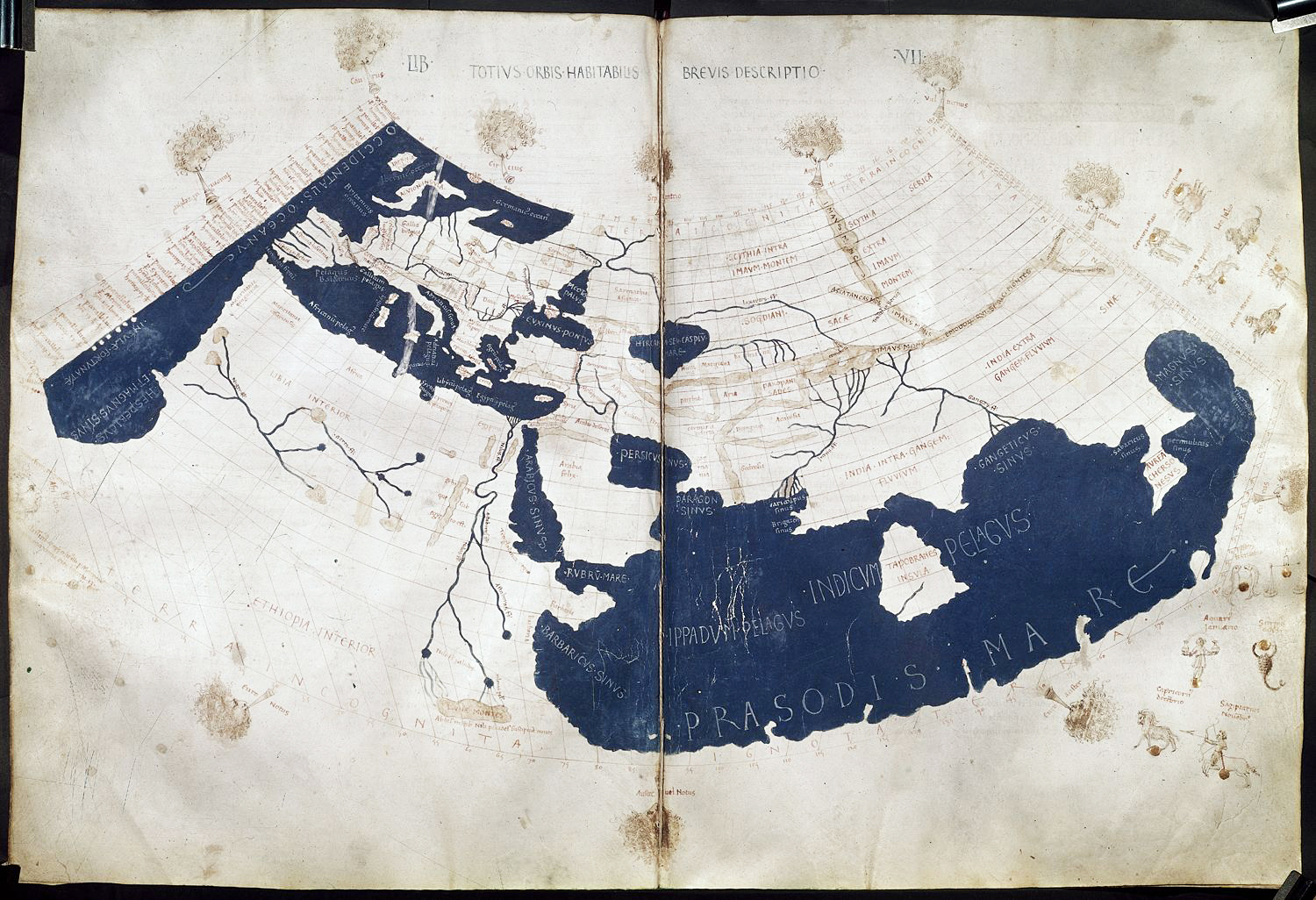
「月の山脈」が記されているプトレマイオスの地図（150年ころ）、15世紀の複製品。

月の山脈（つきのさんみゃく、ラテン語: Montes Lunae）は、東アフリカにあってナイル川の源流があるといわれていた伝説上の山脈または山地。現代に至るまでに、ウガンダとコンゴ民主共和国の国境付近にあるルウェンゾリ山地をはじめとするいくつかの地域に比定されている。

## 古代の記録
古代ギリシアの地理学者は長い間ナイル川の源流について関心を抱いていた。源流を探すための探検も何度か実際に行われたことが記録に残っている。紀元前6世紀、アマシス2世のころにギリシア人がたくさんエジプトを訪れている。その頃「アブデラのデモクリトスがエチオピアまで行った」とされている。しかしながら、古代の文献で「エチオピア」と書く場合は普通、ヌビアのナパタやメロエなどの都市国家を意味するところ、実際に彼がそこまで行けたかは疑わしく、エジプトの南限までではないかと考えられる。紀元前5世紀にはヘロドトスがナイルの源流を自分で確かめようとしてエレファンティネ島まで遡った。ミレトスのヘカタイオスはナイルの上流は世界を取り巻く大洋（環海）と繋がっていると考えたがヘロドトスはリビア奥地の山脈に源流があると考えた。アリストテレスは、ナイルは「銀色の山」の方に上っていくと書いたが探検はしていない。紀元前3世紀にはプトレマイオス王朝が紅海を経由したエリトリア・ソマリア沿岸との交易を始め、また、プトレマイオス2世ピラデルポスがダリオンやアリストクレオンにエチオピアを探検させたことにより、紅海から眺められる山脈のどこかにナイルの源流があることが分かり始めた。第5代ローマ皇帝ネロも純粋な探究心から二人の百人隊長に命じて探検を行わせた。セネカによると「恐ろしい勢いで水が落下している二つの岩」まで行ったという。
一方で、ディオゲネスという商人が、アフリカ東岸を航行している時に風に吹かれて25日間漂流し、東アフリカ沿岸の交易地ラプタあたりに漂着、そこから内陸に向かって旅をして、ナイル川の源流を発見したと報告した。それによると、ディオゲネスは、南に大きな山並みが見える二つの大きな湖の近くまで来た。東西約800キロメートルにわたって伸びるその山脈は、白い万年雪を戴いていることから現地住民により「月の山脈」と呼ばれていた。月の山脈から始まる始まるいくつかの川が二つの大湖に流れ込んでおり、湖からそれぞれ北に向かって流れ出す二本の川が合流してナイル川となるという。ディオゲネスは、ネロの養父クラウディウス（第4代ローマ皇帝）の時代より後の時代の人物である。
プトレマイオスをはじめとする古代ギリシア・ローマの地理学者はこれを真実であるとした。プトレマイオスはこの山脈の位置を記した地図を残している。アフリカについてさらに広い知識を持っていた後代のアラビアの地理学者たちもこの報告をそのまま受け入れ、「月の山脈」はプトレマイオスが示したのと同じ位置にあるとしている。

## 月の山脈の探索

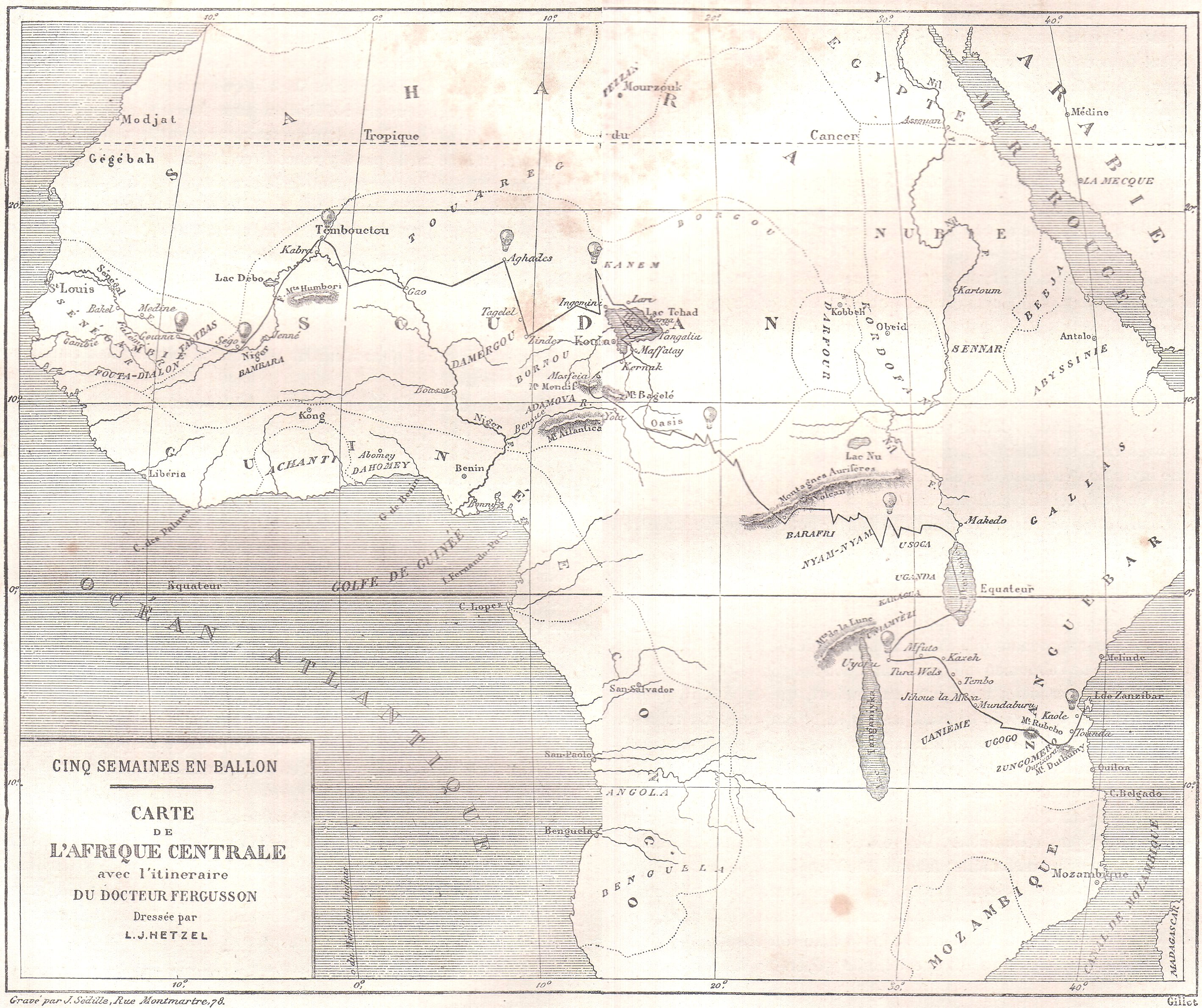
ジュール・ヴェルヌの冒険小説『気球に乗って五週間』の1864年フランス語刊本に添えられた地図。タンガニーカ湖のすぐ北に「月の山脈」が描き込まれている。

18世紀スコットランド出身の旅行者ジェームズ・ブルースは、アビシニア（エチオピア）に長期滞在し、1770年に青ナイル川の源流を探検しようと考えた。ゴーッジャーム地方を90日間ほど探検して、タナ湖に流れ込む小アバイ川を遡ると、ギシュ・アバイという集落にたどり着いた。ブルースは、その集落の近くの山々が「新月のような二つの半円形で……その形からして、古代人がナイル川の源流だと考えた山々に与えた『月の山脈』という名にふさわしいように思える」と書いた。ブルースは白ナイルの方が青ナイルよりも長いだろうと予想していたものの、ディオゲネスの見た月の山脈は青ナイルの源流の山々であろうと考えた。
19世紀中葉には、イギリスの探検家、バートン、スピーク、グラントらが、白ナイル川の源流を求めてザンジバルからアフリカ大陸の内陸に向かって旅し、大湖地方（アフリカ大湖沼群のある地域）を探検した。このうち誰も、ディオゲネスの報告にぴったりと来るような山を見つけることができなかったが、ヘンリー・モートン・スタンリーが1889年に目撃した山脈（後にルウェンゾリ山地と呼びならわされることになる）は頂上に氷冠を戴いており、プトレマイオスの地理書の記載と適合していた（よく厚い雲に覆われるため、これ以前の20年間に訪れたヨーロッパ人探検家には目撃できなかった）。
このように、スタンリーは一応それらしい山脈を発見したのではあるが、2世紀以前の船乗り・ディオゲネスが、実際にルウェンゾリ山地を見たのかという点については、現代の多くの学者は疑問視している。ディオゲネスがルウェンゾリ山地を目撃したとするならば、ヴィクトリア・ナイルを渡河していたはずであるが、プトレマイオスにはそのような大きな川を渡河する必要があることが記載されていない。結局のところ、月の山脈は（プトレマイオスが疑ったとおり）船乗りの法螺話の類かもしれない。
G・W・B・ハンティングフォードは1940年、「月の山脈」をキリマンジャロ山に比定する見方を示し、「後にJ・オリバー・トンプソンの History of Ancient Geography（1948）において嘲笑された」。ハンティングフォードは後に、1911年のハリー・ジョンストンや1963年のガーバス・マシューが同じ説を唱えていることを引用して、この説を唱えているのは自分だけではないと指摘している。O・G・S・クロフォードはエチオピアのアムハラ地方にあるアブナ・ユースフ山（Mt. Abuna Yosef）を「月の山脈」に比定している。

## 「月の山脈」を扱った作品

### 文学
- エドガー・アラン・ポーの1849年の詩「エルドラド」は「月の山脈」に言及している。
- オスカー・ワイルドの1888年の童話『幸福な王子』は月の山脈の王の伝説に触れている。
- ヴェイチェル・リンゼイの1914年の詩（1912年執筆）「コンゴ」（Congo）には「コンゴの河口から月の山脈まで（"From the mouth of the Congo to the Mountains of the Moon"）という一節がある。
- Bibhutibhushan Bandyopadhyayによる1937年のベンガル語の冒険小説のタイトルChander Paharは「月の山脈」という意味である。この小説はアフリカの密林でのインド人少年の冒険を描いている[6]。
- ウィラード・プライスによる1964年の児童文学『白い巨象のなぞ』は「月の山脈」を舞台としている。
- マーク・ホダー「大英帝国蒸気奇譚」Burton & Swinburneシリーズ第3巻のタイトルはExpedition to the Mountains of the Moon（2012。邦訳『月の山脈と世界の終わり』創元海外SF叢書、金子司訳、2016年）である。

### 漫画
- 手塚治虫の『ジャングル大帝』（1950年 - 1954年）では「ムーン山」の名で登場する。作中では、19世紀にスタンレイが「ルベンゾリ山脈」の奥地で目撃した幻の山、という設定。

### 映像作品
- 『愛と野望のナイル』（1990年、アメリカ）：1850年代のバートンとスピークのナイル川源流探検に題材を採っている。
- BBC Oneのドキュメンタリー・シリーズAfricaの2013年1月放送回は「月の山脈」を扱っている。
- 2013年公開の映画Chander Paharは同名小説を原作としている。
- グレイトフル・デッドのアルバムAoxomoxoaには"Mountains of the Moon"という曲が収録されている。